# La Prairie (Kanada)
La Prairie – miasto w Kanadzie, w prowincji Quebec, w regionie Montérégie i MRC Roussillon. Należy do najstarszych miast Quebecu, zostało założone w 1647 roku (czyli tylko 5 lat po Montrealu).
Liczba mieszkańców La Prairie wynosi 21 763. Język francuski jest językiem ojczystym dla 88,3%, angielski dla 3,4% mieszkańców (2006).